# Route nationale 6 (La Réunion)
Pour les articles homonymes, voir Route nationale 6.
La route nationale 6 est un axe routier majeur de l'île de La Réunion, département d'outre-mer français dans le sud-ouest de l'océan Indien. Elle permet une liaison rapide entre l'extrémité de la route nationale 1 entrant dans Saint-Denis par l'ouest et le pont de la Rivière des Pluies, qui franchit la Rivière des Pluies à la frontière entre le chef-lieu et la commune de Sainte-Marie. Ce faisant, elle constitue un axe majeur entre la route du Littoral et la route nationale 2 et double dans cette fonction la voie historique empruntant Le Barachois et le front de mer, dont une partie constitue le boulevard Lancastel.
La route nationale 6 suit le boulevard Jean-Jaurès, généralement appelé boulevard Sud, sur l'essentiel de sa longueur : entre le pont Vinh-San et son extrémité orientale. Toujours en construction en 2008, cet axe est depuis sa livraison l'un des principaux boulevards du chef-lieu de l'île.